# Kreis Rhäzüns
| Rhäzüns             | Rhäzüns             |
| ------------------- | ------------------- |
| Rhäzüns             |                     |
| Basisdaten          |                     |
| Staat:              | Schweiz             |
| Kanton:             | Graubünden (GR)     |
| Bezirk:             | Imboden             |
| Hauptort:           | Domat/Ems           |
| Fläche:             | 51,99 km²           |
| Einwohner:          | 13'304 (31.12.2022) |
| Bevölkerungsdichte: | 256 Einw. pro km²   |
| Aufgehoben am:      | 31. Dezember 2015   |
| Karte               |                     |
| Karte von Rhäzüns   |                     |

Der Kreis Rhäzüns bildete bis am 31. Dezember 2015 zusammen mit dem Kreis Trins den Bezirk Imboden des Kantons Graubünden in der Schweiz. Der Sitz des Kreisamtes war in Domat/Ems. Seit der Gebietsreform im Kanton Graubünden haben die Kreise noch die Funktion als Wahlkreis bei den Wahlen für den Grossen Rat.

## Gemeinden
Der Kreis setzte sich aus folgenden Gemeinden zusammen:
| Wappen    | Name der Gemeinde | Einwohner (Dez. 2009) | Fläche in km² | BFS-Nr |
| --------- | ----------------- | --------------------- | ------------- | ------ |
| Bonaduz   | Bonaduz           | 3533                  | 14,40         | 3721   |
| Domat/Ems | Domat/Ems         | 8286                  | 24,22         | 3722   |
| Rhäzüns   | Rhäzüns           | 1633                  | 13,37         | 3723   |